# Eraldo Bocci
Eraldo Bocci (Arlena di Castro, 24 agosto 1942) è un ex ciclista su strada italiano.
Professionista dal 1967 al 1972, prese parte a tre edizioni del Giro d'Italia e a un Tour de France.  

## Piazzamenti

### Grandi Giri
- Giro d'Italia

1967: 61º
1968: 74º
- Tour de France

1970: ritirato